# Provincia de Carhuaz
La provincia de Carhuaz es una de las veinte que conforman el departamento de Áncash en el Perú. Limita al norte y al oeste con la provincia de Yungay, al este con las provincias de Asunción y Huari, y al sur con la provincia de Huaraz.

## Toponimia
Carhuaz, según muchos escritores, entre ellos Marcos Yauri Montero, deriva de la palabra quechua qarwash, que significa 'amarillea'.
Y en alusión a la planta retama, de coloración gualda y una aromática fragancia, que abunda en los alrededores de la ciudad, lleva el nombre de Carhuás.

## Historia
La provincia fue creada por la Ley N° 7951 del 14 de diciembre de 1934, en el gobierno del presidente Óscar Raimundo Benavides, con su capital homónima, junto con la segunda provincia de Huaraz, por división de la primera provincia de este mismo nombre.
La Ley que la crea, la nombra «provincia de Carhuás». Su nombre legal es pues Carhuás.

## Geografía

### Ubicación
La provincia de Carhuaz se encuentra territorialmente en medio de las cinco provincias que integran el valle denominado Callejón de Huaylas.
| Noroeste: Provincia de Yungay | Norte: Provincia de Yungay | Noreste: Provincia de Asunción |
| Oeste: Provincia de Yungay    |                            | Este: Provincia de Asunción    |
| Suroeste Provincia de Huaraz  | Sur: Provincia de Huaraz   | Sureste: Provincia de Huari    |

### Altitud
La capital provincial, Carhuaz, alcanza 2648 m s. n. m.

### Clima
Templado y seco de abril a diciembre, la temporada de secano. Y, en la época lluviosa de enero a marzo, se siente cierta humedad y presencia de nubes plomizas o negras —cúmulos—.
La temperatura en el piso quechua oscila entre los 11 y 21 grados Celsius. En los pisos suni, jalca y janca, a medida que se sube, la temperatura va bajando, a pesar de que el día esté soleado. Estrictamente, no existen las estaciones ampliamente diferenciadas como en otras latitudes.

## División administrativa
Esta provincia se divide en once distritos:
1. Carhuaz
2. Acopampa
3. Amashca
4. Anta
5. Ataquero
6. Marcará
7. Pariahuanca
8. San Miguel de Aco
9. Shilla
10. Tinco
11. Yungar

## Capital
La capital de esta provincia es la ciudad de Carhuaz.

## Transporte

### Vías de acceso
- Primera vía: Carretera Panamericana Pativilca-Huaraz-Carhuaz-Caraz (vía asfaltada, gracias al apoyo internacional).
- Segunda vía: Se realiza en sentido inverso a la primera vía, parte desde Chimbote, Santa e ingresando al Callejón de Huaylas por Huallanca-Caraz-Yungay-Carhuaz-Huaraz-Pativilca —pista asfaltada—.
- Vía aérea: Aeropuerto de Anta, a 10 km de la ciudad de Carhuaz (lado sur).

Por primera vez, llegó la carretera afirmada en 1937, en el gobierno de Óscar R. Benavides.

### Distancias

#### Vía terrestre
| Origen | Ruta                                                                               | Distancia | Duración                   |
| ------ | ---------------------------------------------------------------------------------- | --------- | -------------------------- |
| Lima   | Ruta nacional PE-1N o Panamericana norte, y luego ruta nacional PE-3N en Pativilca | 434 km    | 8 horas en bus y 6 en auto |
| Huaraz | Ruta nacional PE-3N                                                                | 34 km     | 40 a 45 minutos            |

#### Vía aérea
| Origen | Ruta                          | Distancia | Duración |
| ------ | ----------------------------- | --------- | -------- |
| Lima   | Vuelo nacional (LIM-ATA) 1361 | 301 km    | 45 min   |

## Cultura y sociedad

### Fiesta patronal
En el mes de septiembre, el día central, el 24. Celebrada en honor de la patrona Virgen de las Mercedes, Mama Meche o Mama Miisshi —tal como pronuncian los quechuahablantes—. Fiesta de una semana de duración, con vísperas, qilli, bandas musicales, corridas de toros, retorno masivo de Lima, Chimbote y antiguas haciendas de Paramonga, Tamborreal, etc. Abundante comida, bebida, toda poción espirituosa es consumible y en grandes cantidades.

### Folklore

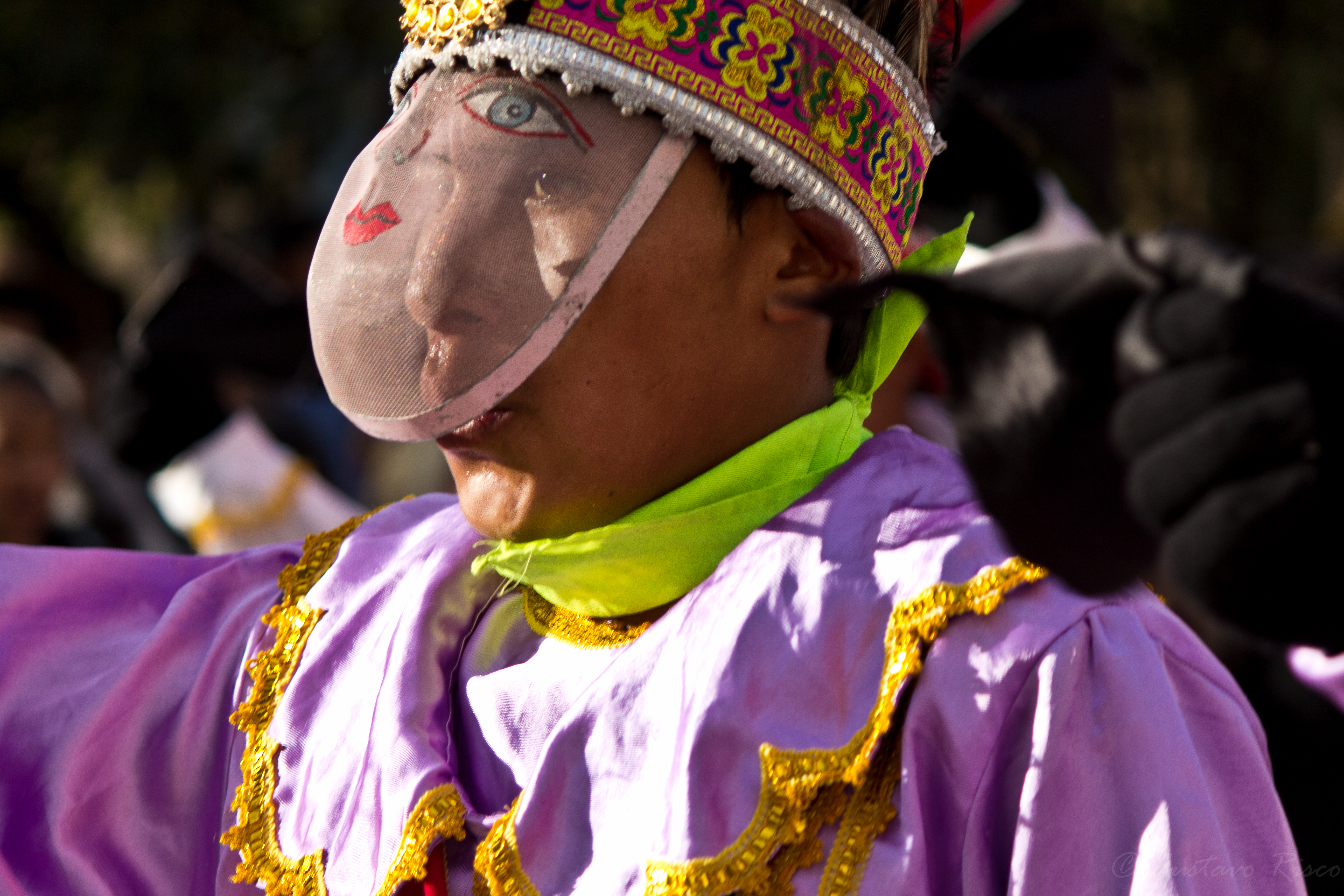
Danzante shaqsha durante la Fiesta de la Virgen de las Mercedes

- Destacan las roncadoras de Carhuaz por su fuerza y resistencia de tocar durante mucho tiempo.
- Los danzantes de shaqsha, con su coreografía, música marcial andina y sus saltos y volatines algo parecidos a los de la danza de tijeras del sur andino.

### Personas destacadas
Muchos hijos de Carhuaz han destacado en diversos campos de cultura y gestas de historia social:
- Teófilo Castillo, pintor.
- Flavio Vega Villanueva, autor de textos de secundaria y profesor de geometría analítica en San Marcos.
- Macedonio Lirio León, durante la dictadura de Francisco Morales (1975-1980), luchó por los campesinos y por la Universidad Nacional de Huaráz (hoy UNASAM).
- Pedro Celestino Cochachin, con su apodo de guerrero Uchku Pedro, de actuación en la rebelión campesina de 1885. Cerca de Atusparia.
- Octavio Torres Malpica, presidente de la Corte Suprema de la República en 1972.
- Fermín Carrión Matos, político y diputado en el odriato, autor de Monografía de Áncash.
- Manuel Torres Ramos, diputado en primer gobierno de Manuel Prado (1939-1945).

## Autoridades

### Regionales
- Consejeros regionales
  - 2019-2022[2]

  1. Filiberto Manuel Chacpi Rodríguez (Movimiento Regional El Maicito)
  2. Javier Pedro Cantu Mallqui (Partido Democrático Somos Perú)

### Municipales
- 2023 - 2026[2]
  - Alcalde: Carlos Eugenio Cantarlo García, de Partido Político "Alianza Para el Progreso" (APP).
  - Regidores:

  1. Juan Pablo Coleto Sánchez (Alianza Para el Progreso)
  2. Luz Rocío Ramírez Tarazona (Alianza Para el Progreso)
  3. Daniel Aquelino Casimiro De La Cruz (Alianza Para el Progreso)
  4. Josselin Jasmine Quiroz Espinoza (Alianza Para el Progreso)
  5. Aurelia Margarita Robles Chacpi (Alianza Para el Progreso)
  6. Teodocia Eudomilia Padilla Figueroa (Movimiento Regional Agua)
  7. Juan Manuel Jara Isidro (Movimiento Regional Agua)